# Gladiator (film)
 For alternative betydninger, se Gladiator (flertydig). (Se også artikler, som begynder med Gladiator)
Gladiator er en amerikansk film fra 2000 instrueret af Ridley Scott. I hovedrollerne ses Russell Crowe og Joaquin Phoenix med Connie Nielsen i en større birolle. Filmen blev en succes både blandt kritikerne og kommercielt og vandt en lang række priser. Heriblandt flere Oscar-statuetter som prisen for bedste film.

## Handling
Maximus (Russel Crowe) er general i den romerske hær under Marcus Aurelius. Marcus Aurelius er døende og beslutter at overlade tronen til Maximus frem for sin søn Commodus (Joaquin Phoenix). Commodus finder ud af det, inden det bliver offentliggjort. Derfor sørger han for at Maximus og hele hans familie bliver dræbt. Det lykkedes for Maximus at slippe fri, men han ender inden længe som gladiator. Som den dygtige soldat han er, får han stor succes som gladiator, og inden længe kommer han til Colosseum i Rom for at kæmpe foran den nye kejser, Commodus. Inden længe kommer det til en regulær magtkamp mellem Commodus og Maximus, på trods af at den ene er kejser og den anden er gladiator. Commodus er ikke i stand til at styre Maximus, da han har folkets opbakning på grund af sine evner som gladiator. Til sidst udfordrer Commodus Maximus til en kamp mand mod mand i Colosseum. En kamp der ender med at de begge dør, dog først efter at Maximus har sagt at Romerriget skal vende tilbage til demokratiet.

## Medvirkende
- Russell Crowe – Maximus Decimus Meridius
- Joaquin Phoenix – Commodus
- Connie Nielsen – Lucilla
- Richard Harris – Marcus Aurelius
- Oliver Reed – Proximo
- Djimon Hounsou – Juba
- Derek Jacobi – Gracchus
- Sven-Ole Thorsen – Tigris of Gaul
- Ralf Möller - Hagen
- Tommy Flanagan - Cicero
- Omid Djalili - slavehandler